# Big Star (amerykański zespół muzyczny)
Big Star – amerykański zespół folk rockowy założony w 1971 roku w Memphis, Tennessee przez Alexa Chiltona i Chrisa Bella.
Grupa wydała w klasycznym składzie jedynie trzy albumy studyjne, nie osiągając większego rozgłosu w latach swojej działalności. Entuzjastyczne recenzje krytyków nie przełożyły się również na sukces komercyjny, co stało się przyczyną odejścia Chrisa Bella po wydaniu debiutu oraz rozwiązania działalności zespołu po zaledwie czterech latach istnienia. Z czasem grupa stała się „jednym z najbardziej kultowych amerykańskich aktów muzycznych”, mając znaczący wkład w rozwój rocka alternatywnego, a wszystkie jej trzy albumy znajdują się na liście 500 najlepszych albumów wszech czasów według magazynu „Rolling Stone”. 
Chrisa Bella zalicza się do tzw. Klubu 27 po tym, gdy zmarł w wypadku samochodowym w wieku 27 lat.
Muzycy z Big Star świadomie kontynuowali filozofię twórczą The Byrds, łącząc ją z nowymi tendencjami sceny niezależnej.

## Albumy studyjne
- #1 Record (Ardent/Stax, 1972)
- Radio City (Ardent/Stax, 1974)
- Third/Sister Lovers (PVC, 1978)
- In Space (Rykodisc, 2005)